# Vanessa Fisk
Vanessa Fisk è un personaggio dei fumetti, creato da Stan Lee (testi) e John Romita Sr. (disegni), pubblicato dalla Marvel Comics. La sua prima apparizione avviene in Amazing Spider-Man (Vol. 1) n. 70 (marzo 1969).
Moglie del potente e spietato signore del crimine Wilson Fisk (Kingpin), Vanessa è la sola persona che questi abbia mai veramente amato, cosa che mette in luce e risalta i due aspetti della personalità del criminale: tanto efferato e spietato coi nemici quanto incredibilmente affettuoso nei confronti della donna. Nonostante tenti spesso di limitare la violenza del marito e si dica contrariata dalle sue attività criminose, Vanessa si è frequentemente dimostrata a sua volta una fredda manipolatrice dalla fine mente criminale e, in alcune circostanze, è stata perfino complice di Kingpin.

## Biografia del personaggio

### Primi anni
Del passato di Vanessa si sa solo che è cresciuta per le strade di Zurigo, Svizzera, dopo un evento che le ha provocato l'amnesia e imbiancato precocemente i capelli sulle tempie. A quindici anni viene catturata da una banda di trafficanti di esseri umani che tentano di venderla a Kingpin il quale rimane talmente colpito dalla grazia e dal coraggio dimostrato dalla donna nonostante la situazione da incarnare in lei l'oggetto di "ogni suo sogno solitario" e, pertanto, liberarla dalla prigionia.
Circa tre anni dopo, lei e Fisk si sposano e, prima dei vent'anni, Vanessa dà alla luce un figlio: Richard che tenta a tutti i costi di tenere all'oscuro delle attività paterne decidendo di mandarlo a studiare in Europa contemporaneamente all'ascesa del marito al trono di re del crimine. Anni dopo Fisk, tanto protettivo nei confronti di Vanessa da non permettere ai suoi uomini nemmeno di parlare di lei, riceve la notizia della scomparsa (e apparente morte) del figlio e, per il bene dell'amata, decide di non farle sapere nulla.
Nonostante l'amore nutrito per suo marito e l'aiuto offertagli in alcuni suoi piani, Vanessa esprime sovente il desiderio che questi abbandoni la via del crimine.

### Signora Kingpin
Dopo essere venuta a sapere della morte di Richard, Vanessa si infuria col marito e, nel momento in cui questi si appresta a iniziare una guerra col boss rivale noto come Schemer, tenta di fermarlo scoprendo, dopo essersi frapposta tra i due uomini, che il misterioso individuo altri non è che Richard, intenzionato a distruggere l'impero paterno. Tale rivelazione fa cadere Kingpin in uno stato catatonico, motivo per il quale Vanessa convince Richard a aiutare il genitore sfruttando i suoi contatti con l'HYDRA e la loro tecnologia. Una volta ripresosi, Kingpin tenta di assumere il controllo dell'organizzazione terrorista dando luogo a uno scontro con Teschio Rosso nel corso del quale Richard viene ferito quasi mortalmente, sebbene poi Vanessa e Kingpin lo salvino assorbendo un po' di energia vitale dall'Uomo Ragno.
Dopo tali esperienze, Vanessa dà al marito un ultimatum: se in 24 ore non avesse abbandonato il crimine lei sarebbe uscita per sempre dalla sua vita. Nel tentativo disperato di chiudere ogni suo conto in sospeso, Kingpin riesce a sconfiggere l'Uomo Ragno ma, poco prima che possa ucciderlo, scocca la mezzanotte ed egli lo risparmia tornando dalla moglie per partire con lei verso il Giappone.
Anni dopo, convinto Kingpin a consegnare alla giustizia americana i documenti necessari per incriminare tutti i suoi ex-sottotenenti, Vanessa si reca a New York per affidare allo studio Nelson & Murdock la delicata trattativa venendo tuttavia rapita da un'ex-affiliato di Fisk allo scopo di ricattarlo e farsi consegnare i documenti. Nonostante la donna tenti di avvertire i suoi rapitori del pericolo che corrono provocando suo marito, essi la ignorano e, di conseguenza Kingpin torna negli Stati Uniti per liberarla uccidendo i suoi rapitori e promettendole che avrebbero fatto ritorno immediatamente in Giappone. Uno degli uomini di Kingpin però, ritenendo Vanessa la sola cosa che impedisca al suo capo di riassumere il ruolo di re del crimine newyorkese, fa crollare con un esplosivo l'edificio in cui la donna è tenuta prigioniera facendo credere al marito che sia morta sebbene, in realtà, essa abbia semplicemente perso la memoria e sia riuscita a scappare nelle fogne.
Qualche settimana dopo la donna viene ritrovata da Devil, che accetta di riconsegnarla al Kingpin a patto che questi ritiri il suo gregario, Randolph Cherryh, dalla campagna come sindaco di New York. Accettato tale accordo, Vanessa viene restituita al marito e affidata ai migliori dottori per guarirne l'amnesia sebbene continui a peggiorare e a indebolirsi compromettendo anche la sua salute fisica.

### Separazione
Giunto il loro ventesimo anniversario di matrimonio, Kingpin si rende conto che è stata la sua presenza nella vita della donna a generare la sua malattia e deteriorarne la salute, motivo per cui decide di mandarla in Europa e affidarla alle cure dei dottori Paul e Cheryl Mondat limitando al minimo i rapporti con essa negli anni successivi. La lontananza dalle attività criminali di Kingpin e i trattamenti ricevuti in Europa riescono a ristabilire completamente la salute di Vanessa che, pur continuando a mantenersi distante dal marito, ricevuta la notizia del crollo del suo impero criminale, si dispera per lui sperando stia bene.
Anni dopo, saputo che Sammy Silke e suo figlio Richard si sono alleati per spodestare Kingpin riuscendo quasi a ucciderlo, in preda all'ira, Vanessa torna a New York, fa portare Kingpin in Svizzera per ricevere cure mediche e organizza un massacro facendo assassinare, nel giro di una sola notte, tutti i responsabili del complotto, incluso Richard, di cui si occupa personalmente. Successivamente distribuisce il controllo delle attività criminali del marito ai suoi vari luogotenenti, escluso il Gufo, e entra in latitanza abbandonando New York con l'intento di non farvi mai più ritorno.

### Morte
L'essere responsabile della morte di suo figlio avvelena l'organismo della donna, che subisce una violenta ricaduta scoprendosi malata terminale. Desiderosa di risolvere un'ultima volta i problemi del marito (nel frattempo incarcerato) e saputo che da quando Kingpin ha rivelato al mondo la sua vera identità Matt Murdock è stato arrestato, imprigionato e radiato dall'albo degli avvocati, Vanessa organizza l'apparente morte di Foggy Nelson e il suo inserimento nel programma protezione testimoni dell'FBI per costringere Devil a raggiungerla a Monaco offrendogli poi di depistare i media e risolvere tutti i suoi problemi legali in cambio della promessa di far scarcerare suo marito.
Matt, costretto ad accettare, esegue le volontà della donna che, poco dopo, muore.

## Altre versioni

### Batman & Spider-Man
Nel crossover tra Marvel e DC Comics Batman & Spider-Man, Vanessa viene infettata con un cancro da Ra's al Ghul per obbligare Kingpin a collaborare con lui. Il re del crimine si allea tuttavia con Batman e l'Uomo Ragno sconfiggendo l'ecoterrorista, mentre Vanessa viene curata da Talia al Ghul, identificatasi in lei poiché entrambe innamorate di un uomo che la società considererebbe un "mostro".

### Marvel Zombi
Nella serie Marvel Zombi, Vanessa non è stata né infettata né divorata e rimane al fianco del marito che, sebbene infetto, in sua presenza riesce a controllare il desiderio di carne umana. Tale situazione tuttavia non perdura e, alla fine, Kingpin sbrana la moglie.

### MAX
Vanessa Fisk è stata trasposta da Jason Aaron nella serie Marvel MAX PunisherMAX. In tale versione il matrimonio tra la donna e Kingpin collassa nel momento in cui il figlio di otto anni Richard muore a causa di uno scontro a fuoco con una gang rivale. Desiderosa di vendicarsi e assassinare il marito, Vanessa assolda Elektra e intreccia con lei una relazione omosessuale. In seguito alla morte di Fisk, essa lo fa cremare e getta le sue ceneri nel water dopodiché si appresta a salire al potere come "Madame Kingpin" ma viene uccisa da Nick Fury.

### Ultimate
Nell'universo Ultimate, Vanessa è la moglie di Kingpin, caduta in coma a causa di un errore medico. Desideroso di risvegliarla in tutti i modi, il marito tenta di appropriarsi della Tavola del Tempo senza successo e, poco prima di essere attaccato da Moon Knight, la mette in salvo facendola portare all'estero.

## Altri media

### Televisione
- Vanessa Fisk compare in un episodio in due parti della serie animata Spider-Man - L'Uomo Ragno ("La tavola del tempo") e, dopo varie vicissitudini, decide di lasciare New York e divorziare dal marito rinfacciandogli di amare il crimine più di lei.
- Vanessa, interpretata da Ayelet Zurer, compare nella serie televisiva del Marvel Cinematic Universe su Netflix Daredevil.[47] In tale versione è la curatrice di una galleria d'arte e le viene attribuito un nome da nubile: Vanessa Marianna.[48] Seppur al corrente delle attività criminali di Fisk, anziché opporvisi lo appoggia, tanto che prima del suo arresto egli le propone di sposarlo, facendola poi portare in salvo fuori città ad aspettare il suo ritorno.
- Vanessa Fisk è ricomparsa nuovamente nella serie televisiva su Disney+ Daredevil - Rinascita, sempre interpretata da Ayelet Zurer.

### Cinema
- Vanessa Fisk compare nel film d'animazione Spider-Man - Un nuovo universo, doppiata da Lake Bell. In questa versione del personaggio non era a conoscenza delle attività criminali del marito, finché lei e suo figlio Richard non lo videro combattere contro il supereroe Spider-Man, e fuggirono terrorizzati prima di essere investiti mortalmente da un camion. Ciò spinse Kingpin a creare un acceleratore di particelle per trovare le varianti alternativi della sua famiglia in altri universi.